# Microporella arctica
Microporella arctica är en mossdjursart som beskrevs av Norman 1903. Microporella arctica ingår i släktet Microporella och familjen Microporellidae. Inga underarter finns listade i Catalogue of Life.